# Convolvulus aitchisonii
Convolvulus aitchisonii är en vindeväxtart som beskrevs av Charles Baron Clarke. Convolvulus aitchisonii ingår i släktet vindor, och familjen vindeväxter. Inga underarter finns listade i Catalogue of Life.